# Victor Da Silva
Victor Matheus da Silva Matos (Cuiabá, 4 gennaio 1995) è un calciatore brasiliano, centrocampista del Bylis Ballsh.

## Caratteristiche tecniche
È un trequartista, in grado di agire da seconda punta.

## Carriera
Inizia a giocare a calcio all'età di 9 anni con l'Academia del Brasil Central. Nel 2008 si trasferisce in Italia accordandosi con il Chievo, che lo aggrega al proprio settore giovanile. Esordisce in Serie A il 19 maggio 2013 all'ultima di campionato in Atalanta-Chievo (2-2), subentrando al 70' al posto di Boštjan Cesar. Mette a segno la sua prima rete con i clivensi il 4 dicembre 2013 contro la Reggina in Coppa Italia.
Il 15 luglio 2014 passa in prestito al Pescara. Esordisce in Serie B il 28 novembre nel derby contro il Lanciano (1-1), subentrando all'80' al posto di Uroš Ćosić. La settimana successiva segna, da subentrato, una doppietta ai danni della Pro Vercelli (0-4 il finale). Il 2 febbraio 2015 viene ceduto in prestito al Brescia.
Il 2 febbraio 2016 passa in prestito all'Istria 1961, nel campionato croato. Il 25 agosto 2016 passa in prestito con diritto di riscatto e controriscatto al Perugia, in Serie B.
Il 23 agosto 2019 viene ingaggiato dalla Virtus Verona, che nel 2020 lo cede al Vllaznia, nel campionato albanese. Il 31 maggio 2021 una sua rete risolve la finale di Coppa d'Albania, vinta 1-0 contro lo Skënderbeu. Per il Vllaznia si tratta dell'ottavo successo nella competizione. L'8 luglio 2021 esordisce nelle competizioni europee contro il Široki Brijeg, incontro preliminare valido per l'accesso alla fase a gironi di UEFA Europa Conference League, subentrando al 65' al posto di Haris Dilaver. Nel 2022 si accorda con il Partizani Tirana.

## Statistiche

### Presenze e reti nei club
Statistiche aggiornate al 16 giugno 2024.
| Stagione                | Squadra                 | Campionato              | Campionato | Campionato | Coppe nazionali | Coppe nazionali | Coppe nazionali | Coppe continentali | Coppe continentali | Coppe continentali | Altre coppe | Altre coppe | Altre coppe | Totale | Totale |
| Stagione                | Squadra                 | Comp                    | Pres       | Reti       | Comp            | Pres            | Reti            | Comp               | Pres               | Reti               | Comp        | Pres        | Reti        | Pres   | Reti   |
| ----------------------- | ----------------------- | ----------------------- | ---------- | ---------- | --------------- | --------------- | --------------- | ------------------ | ------------------ | ------------------ | ----------- | ----------- | ----------- | ------ | ------ |
| 2012-2013               | Chievo                  | A                       | 1          | 0          | CI              | 0               | 0               | -                  | -                  | -                  | -           | -           | -           | 1      | 0      |
| 2013-2014               | Chievo                  | A                       | 0          | 0          | CI              | 1               | 1               | -                  | -                  | -                  | -           | -           | -           | 1      | 1      |
| Totale Chievo           | Totale Chievo           | Totale Chievo           | 1          | 0          |                 | 1               | 1               |                    | -                  | -                  |             | -           | -           | 2      | 1      |
| 2014-feb. 2015          | Pescara                 | B                       | 5          | 2          | CI              | 1               | 0               | -                  | -                  | -                  | -           | -           | -           | 6      | 2      |
| feb.-giu. 2015          | Brescia                 | B                       | 14         | 2          | CI              | -               | -               | -                  | -                  | -                  | -           | -           | -           | 14     | 2      |
| 2015-feb. 2016          | Teramo                  | LP                      | 16         | 2          | CI+CI-LP        | 1+1             | 0               | -                  | -                  | -                  | -           | -           | -           | 18     | 2      |
| feb.-giu. 2016          | Istria 1961             | 1. HNL                  | 13+1       | 0          | CC              | -               | -               | -                  | -                  | -                  | -           | -           | -           | 14     | 0      |
| 2016-gen. 2017          | Perugia                 | B                       | 1          | 0          | CI              | 0               | 0               | -                  | -                  | -                  | -           | -           | -           | 1      | 0      |
| gen.-giu. 2017          | Lupa Roma               | LP                      | 5          | 0          | CI-LP           | -               | -               | -                  | -                  | -                  | -           | -           | -           | 5      | 0      |
| 2017-2018               | Fermana                 | C                       | 26         | 3          | CI-C            | 1               | 0               | -                  | -                  | -                  | -           | -           | -           | 27     | 3      |
| 2018-gen. 2019          | Fermana                 | C                       | 10         | 0          | CI-C            | 2               | 0               | -                  | -                  | -                  | -           | -           | -           | 12     | 0      |
| Totale Fermana          | Totale Fermana          | Totale Fermana          | 36         | 3          |                 | 3               | 0               |                    | -                  | -                  |             | -           | -           | 39     | 3      |
| gen.-giu. 2019          | Fano                    | C                       | 3          | 0          | CI-C            | -               | -               | -                  | -                  | -                  | -           | -           | -           | 3      | 0      |
| 2019-2020               | Virtus Verona           | C                       | 10         | 0          | CI-C            | 1               | 0               | -                  | -                  | -                  | -           | -           | -           | 11     | 0      |
| 2020-2021               | Vllaznia                | KS                      | 24         | 3          | CA              | 4               | 3               | -                  | -                  | -                  | -           | -           | -           | 28     | 6      |
| 2021-2022               | Vllaznia                | KS                      | 26         | 8          | CA              | 6               | 0               | UECL               | 2                  | 0                  | SA          | 1           | 0           | 35     | 8      |
| Totale Vllaznia         | Totale Vllaznia         | Totale Vllaznia         | 50         | 11         |                 | 10              | 3               |                    | 2                  | 0                  |             | 1           | 0           | 63     | 14     |
| 2022-2023               | Partizani Tirana        | KS                      | 26         | 13         | CA              | 5               | 1               | UECL               | -                  | -                  | -           | -           | -           | 31     | 14     |
| 2023-gen. 2024          | Partizani Tirana        | KS                      | 6          | 1          | CA              | 0               | 0               | UCL+UECL           | 2+3                | 0                  | SA          | 0           | 0           | 11     | 1      |
| Totale Partizani Tirana | Totale Partizani Tirana | Totale Partizani Tirana | 32         | 14         |                 | 5               | 1               |                    | 5                  | 0                  |             | 0           | 0           | 42     | 15     |
| 2024                    | Nasaf Qarshi            | SL                      | 10         | 0          | CU              | 2               | 0               | ACL                | 2                  | 0                  | SU          | 1           | 0           | 15     | 0      |
| Totale carriera         | Totale carriera         | Totale carriera         | 197        | 34         |                 | 25              | 5               |                    | 9                  | 0                  |             | 2           | 0           | 233    | 39     |

## Palmarès

### Club

#### Competizioni giovanili
- Campionato Primavera: 1

Chievo: 2013-2014

#### Competizioni nazionali
- Coppa d'Albania: 2

Vllaznia: 2020-2021, 2021-2022
- Campionato albanese: 1

Partizani Tirana: 2022-2023
- Supercoppa d'Albania: 1

Partizani Tirana: 2023
- Campionato uzbeko: 1

Nasaf Qarshi: 2024
- Supercoppa dell'Uzbekistan: 1

Nasaf Qarshi: 2024

### Individuale
- Capocannoniere del Campionato Primavera: 1

2013-2014 (19 gol)